# Lejops
Lejops là một chi ruồi trong họ Syrphidae.

## Hình ảnh

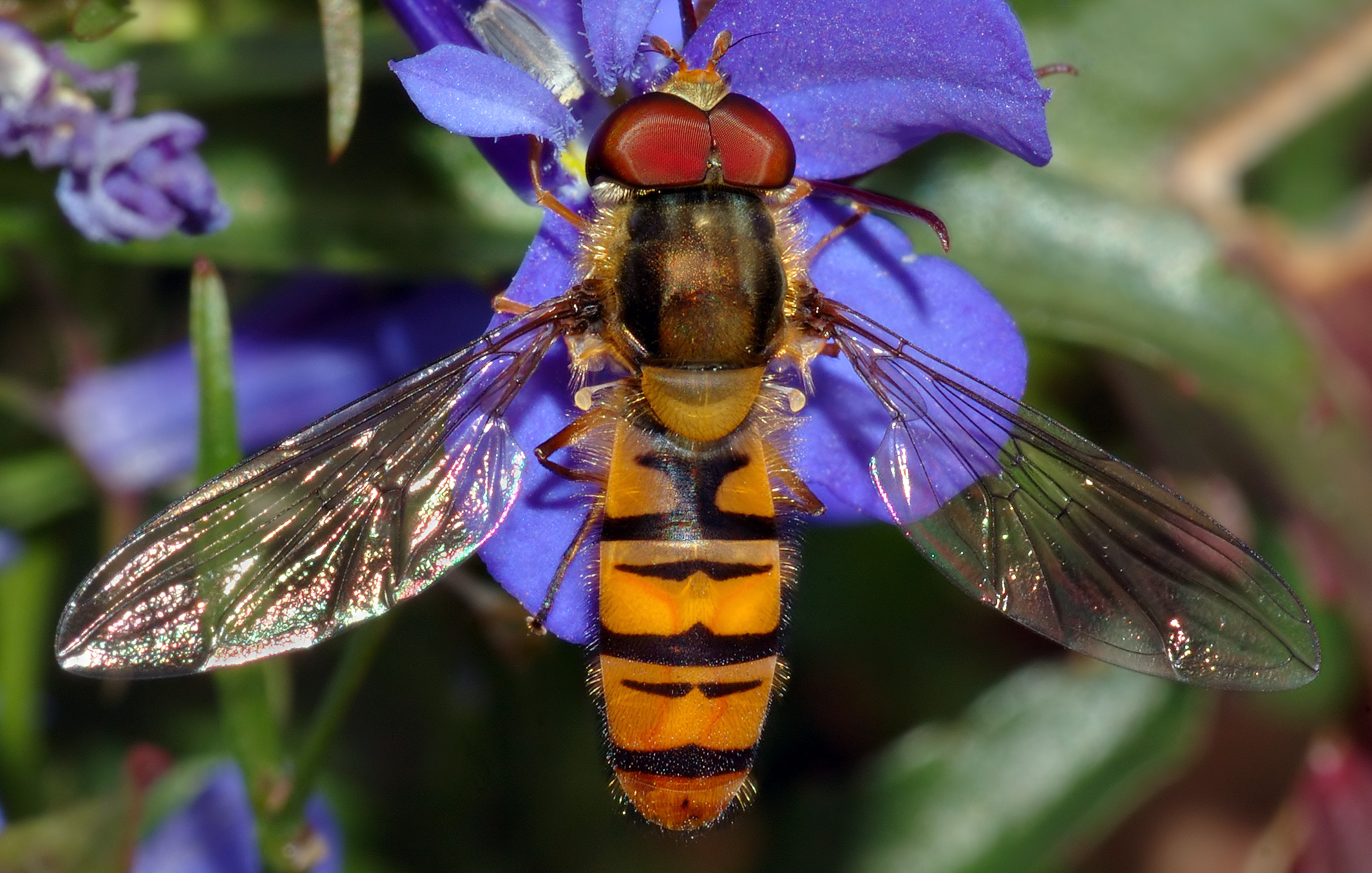